# Humpicdziu
Humpicdziu es una localidad del estado de Yucatán, México, comisaría del municipio de Tixkokob.Ubicada al oriente de la población rumbo a la comisaría de Euan.

## Toponimia
El nombre (Humpicdziu) proviene del idioma maya.

## Hechos históricos
- En 1900 se llamaba Humpixsuí.

## Localización
San Juan Hau se encuentra al nororiente de Tixkokob.

## Infraestructura
- Una exhacienda restaurada.

## Demografía
Según datos de 1930 del INEGI, la población de la localidad era de 183 habitantes, de los cuales 95 eran hombres y 88 eran mujeres.
| 138                         | ? | ? | 183 | ? | ? | ? | ? | ? | ? | ? | ? | 0 |
| (Fuente: INEGI [Consultar]) |   |   |     |   |   |   |   |   |   |   |   |   |

## Galería

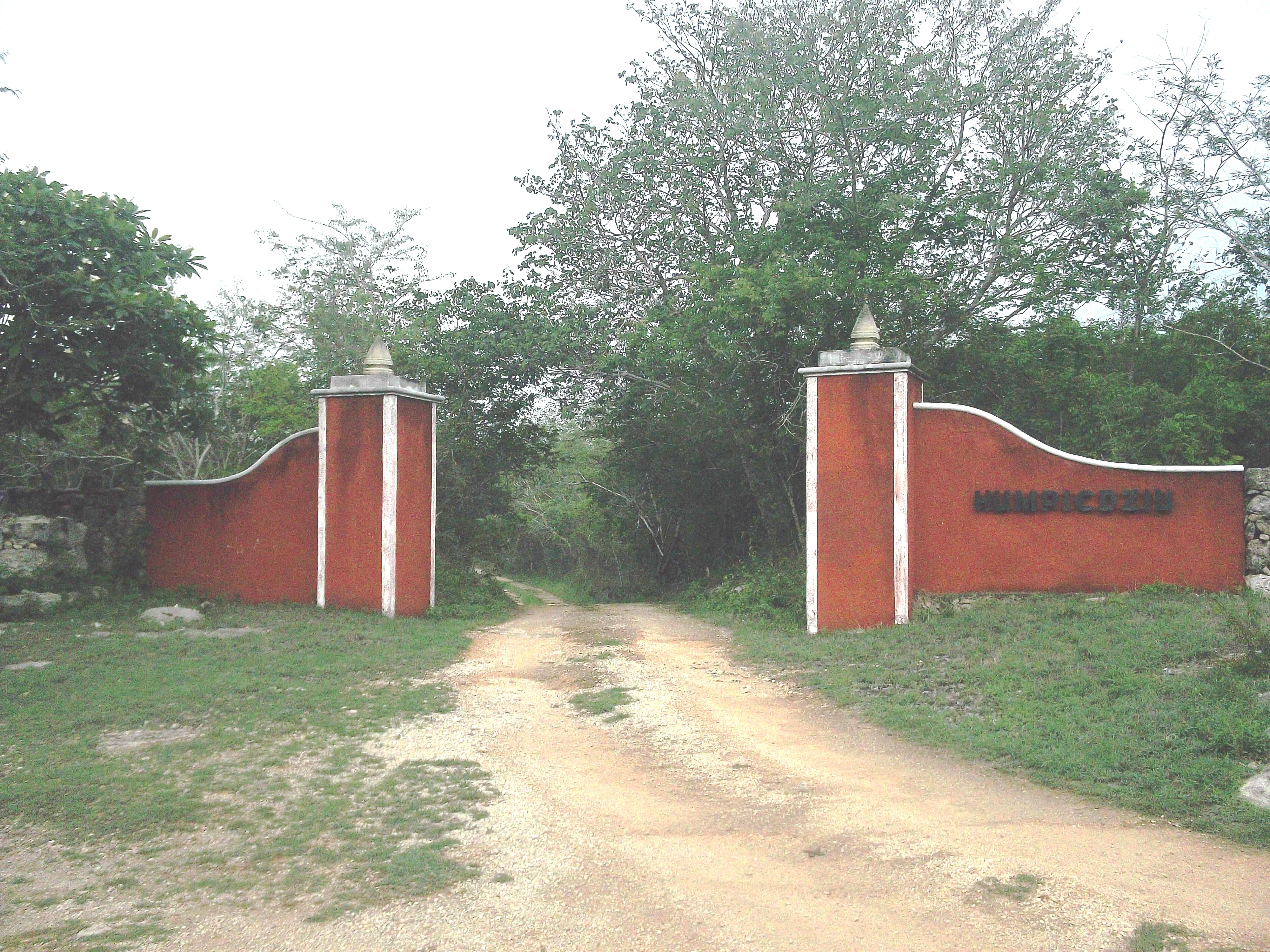
Entrada a la hacienda.